# Kuollejaure
Kuollejaure är en sjö i Arjeplogs kommun, Arvidsjaurs kommun och Jokkmokks kommun i Lappland och ingår i Piteälvens huvudavrinningsområde. Sjön har en area på 8,85 kvadratkilometer och ligger 393 meter över havet. Kuollejaure ligger i Piteälven Natura 2000-område. Sjön avvattnas av vattendraget Varjisån.

## Delavrinningsområde
Kuollejaure ingår i det delavrinningsområde (733895-165011) som SMHI kallar för Utloppet av Kuollejaure. Medelhöjden är 449 meter över havet och ytan är 69,38 kvadratkilometer. Räknas de 9 avrinningsområdena uppströms in blir den ackumulerade arean 212,59 kvadratkilometer. Varjisån som avvattnar avrinningsområdet har biflödesordning 2, vilket innebär att vattnet flödar genom totalt 2 vattendrag innan det når havet efter 163 kilometer. Avrinningsområdet består mestadels av skog (70 procent) och sankmarker (11 procent). Avrinningsområdet har 10,63 kvadratkilometer vattenytor vilket ger det en sjöprocent på 15,3 procent.